# Third World War
Third World War (ザ・サード ワールド ウォー) est un jeu vidéo de stratégie au tour par tour sorti en 1993 sur Mega-CD. Le jeu a été développé et édité par Micronet co., Ltd..
La jaquette du jeu représente Saddam Hussein et Bill Clinton se serrant la main.